# Altay Bayındır
Altay Bayındır, né le 14 avril 1998 à Osmangazi en Turquie, est un footballeur international turc qui évolue au poste de gardien de but a Manchester United.

## Biographie

### MKE Ankaragücü
Altay Bayındır est formé par le MKE Ankaragücü, qu'il rejoint en 2013. Il fait ses débuts en équipe première le 24 avril 2016, alors que le club évolue en troisième division turque, face au Amed SK. Son équipe perd la rencontre ce jour-là (1-2).
Ankaragücü remonte ensuite en deuxième division. En 2017 il est bien intégré au groupe professionnel mais est la doublure de Korcan Çelikay. C'est à l'issue de cette saison 2017-2018 que le club termine deuxième du championnat et est promu dans l'élite du football turc. Le 30 novembre 2018 Bayındır joue son premier match en Süper Lig en étant titularisé lors d'une rencontre face au Çaykur Rizespor (1-1).

### Fenerbahçe SK
Le 8 juillet 2019, Altay Bayındır s'engage en faveur du Fenerbahçe SK pour quatre saisons. Il joue son premier match sous ses nouvelles couleurs le 19 août 2019, en étant titularisé lors de la première journée de la saison 2019-2020 de Süper Lig face au Gaziantep FK. Il garde sa cage inviolée et son équipe s'impose ce jour-là (5-0).

### Manchester United
Le 1er septembre 2023, Bayındır s'engage avec Manchester United pour quatre ans.
Il joue son premier match pour Manchester United le 28 janvier 2024, lors d'une rencontre de coupe face à Newport County en FA Cup. Il est titularisé et son équipe l'emporte après prolongations par quatre buts à deux.

### En équipe nationale
Altay Bayındır joue un seul match avec l'équipe de Turquie des moins de 17 ans, le 28 août 2014, face à la Grèce. Il est titulaire et les deux équipes se neutralisent ce jour-là (1-1 score final).
Bayındır compte deux sélections avec l'équipe de Turquie des moins de 20 ans, toutes les deux obtenues en 2018.
Le 27 mars 2018 Altay Bayındır joue son premier match avec l'équipe de Turquie espoirs lors d'une rencontre face à Malte. La Turquie s'impose sur le score de quatre buts à deux lors de cette partie.
En novembre 2020, Altay Bayındır est appelé pour la première fois avec l'équipe nationale de Turquie par le sélectionneur Şenol Güneş. Il ne joue toutefois aucun match lors de ce rassemblement.
En juin 2021, il est retenu dans la liste des 26 joueurs turcs pour disputer l'Euro 2020.
Le 7 juin 2024, il figure dans la liste définitive des 26 joueurs sélectionnés par Vincenzo Montella pour disputer  l'Euro 2024.

## Statistiques

### En club
| Saison                | Club                  | Championnat           | Championnat | Championnat | Coupe(s) nationale(s) | Coupe(s) nationale(s) | Supercoupe | Supercoupe | Compétition(s) continentale(s) | Compétition(s) continentale(s) | Compétition(s) continentale(s) | Total | Total |
| Saison                | Club                  | Division              | M.          | B.          | M.                    | B.                    | M.         | B.         | Comp.                          | M.                             | B.                             | M.    | B.    |
| 2015-2016             | Ankaragücü            | 2. Lig                | 2           | 0           | 0                     | 0                     | -          | -          | -                              | -                              | -                              | 2     | 0     |
| 2016-2017             | Ankaragücü            | 2. Lig                | 1           | 0           | 0                     | 0                     | -          | -          | -                              | -                              | -                              | 1     | 0     |
| 2017-2018             | Ankaragücü            | 1. Lig                | 8           | 0           | 1                     | 0                     | -          | -          | -                              | -                              | -                              | 9     | 0     |
| 2018-2019             | Ankaragücü            | Süper Lig             | 17          | 0           | 2                     | 0                     | -          | -          | -                              | -                              | -                              | 19    | 0     |
| Sous-total            | Sous-total            | Sous-total            | 28          | 0           | 3                     | 0                     | -          | -          | -                              | -                              | -                              | 31    | 0     |
| 2019-2020             | Fenerbahçe            | Süper Lig             | 32          | 0           | 3                     | 0                     | -          | -          | -                              | -                              | -                              | 35    | 0     |
| 2020-2021             | Fenerbahçe            | Süper Lig             | 33          | 0           | 2                     | 0                     | -          | -          | -                              | -                              | -                              | 35    | 0     |
| 2021-2022             | Fenerbahçe            | Süper Lig             | 24          | 0           | 0                     | 0                     | -          | -          | C3+C4                          | 5+2                            | 0+0                            | 31    | 0     |
| 2022-2023             | Fenerbahçe            | Süper Lig             | 26          | 0           | 1                     | 0                     | -          | -          | C1+C3                          | 2+11                           | 0+0                            | 40    | 0     |
| 2023-2024             | Fenerbahçe            | Süper Lig             | 1           | 0           | -                     | -                     | -          | -          | C4                             | 3                              | 0                              | 4     | 0     |
| Sous-total            | Sous-total            | Sous-total            | 116         | 0           | 6                     | 0                     | -          | -          | -                              | 23                             | 0                              | 145   | 0     |
| 2023-2024             | Manchester United     | Premier League        | 0           | 0           | 1                     | 0                     | -          | -          | C1                             | 0                              | 0                              | 1     | 0     |
| 2024-2025             | Manchester United     | Premier League        | 4           | 0           | 4                     | 0                     | 0          | 0          | C3                             | 2                              | 0                              | 10    | 0     |
| 2025-2026             | Manchester United     | Premier League        | 1           | 0           | -                     | -                     | -          | -          | -                              | -                              | -                              | 1     | 0     |
| Sous-total            | Sous-total            | Sous-total            | 5           | 0           | 5                     | 0                     | 0          | 0          | -                              | 2                              | 0                              | 12    | 0     |
| Total sur la carrière | Total sur la carrière | Total sur la carrière | 149         | 0           | 14                    | 0                     | 0          | 0          | -                              | 25                             | 0                              | 188   | 0     |

### En sélections
| Années                | Sélection             | Phases finales        | Phases finales | Phases finales | Phases finales | Éliminatoires | Éliminatoires | Éliminatoires | Éliminatoires | Amicaux | Amicaux | Amicaux | Autres compétitions | Autres compétitions | Autres compétitions | Autres compétitions | Total | Total | Total |
| Années                | Sélection             | Comp.                 | M.             | B.             | P.d.           | Comp.         | M.            | B.            | P.d.          | M.      | B.      | P.d.    | Comp.               | M.                  | B.                  | P.d.                | M.    | B.    | P.d.  |
| --------------------- | --------------------- | --------------------- | -------------- | -------------- | -------------- | ------------- | ------------- | ------------- | ------------- | ------- | ------- | ------- | ------------------- | ------------------- | ------------------- | ------------------- | ----- | ----- | ----- |
| 2019                  | Turquie               | -                     | -              | -              | -              | Euro 2020     | 0             | 0             | 0             | -       | -       | -       | -                   | -                   | -                   | -                   | 0     | 0     | 0     |
| 2020                  | Turquie               | -                     | -              | -              | -              | -             | -             | -             | -             | 0       | 0       | 0       | LdN                 | 0                   | 0                   | 0                   | 0     | 0     | 0     |
| 2021                  | Turquie               | Euro 2020             | 0              | 0              | 0              | CdM 2022      | 1             | 0             | 0             | 1       | 0       | 0       | -                   | -                   | -                   | -                   | 2     | 0     | 0     |
| 2022                  | Turquie               | Coupe du monde 2022   | -              | -              | -              | CdM 2022      | 0             | 0             | 0             | 1       | 0       | 0       | LdN                 | 2                   | 0                   | 0                   | 3     | 0     | 0     |
| 2023                  | Turquie               | -                     | -              | -              | -              | Euro 2024     | 1             | 0             | 0             | 2       | 0       | 0       | -                   | -                   | -                   | -                   | 3     | 0     | 0     |
| 2024                  | Turquie               | Euro 2024             | -              | -              | -              | -             | -             | -             | -             | 1       | 0       | 0       | -                   | -                   | -                   | -                   | 1     | 0     | 0     |
| Total sur la carrière | Total sur la carrière | Total sur la carrière | 0              | 0              | 0              | -             | 2             | 0             | 0             | 5       | 0       | 0       | -                   | 2                   | 0                   | 0                   | 9     | 0     | 0     |

#### Matchs internationaux
Le tableau suivant liste les rencontres de l'équipe de Turquie dans lesquelles Altay Bayindir a été sélectionné depuis le 27 mai 2021 jusqu'à présent :

## Palmarès

### En club
| Fenerbahçe (1)                               | Manchester United (1) |
| -------------------------------------------- | --- |
| - Coupe de Turquie (1) : - Vainqueur en 2023 | - Coupe d'Angleterre (1) : - Vainqueur en 2024 - Community Shield (0) : - Finaliste en 2024 - Ligue Europa (0) : - Finaliste en 2025 |